# جودی تیلور
جودی تِیلور (انگلیسی: Jodie Taylor؛ زادهٔ ۱۷ مهٔ ۱۹۸۶) بازیکن فوتبال اهل انگلستان در پست مهاجم است که در حال حاضر در باشگاه بانوان آرسنال بازی می‌کند. از دیگر باشگاه‌هایی که در آن بازی کرده می‌توان به پورتلند تورنز و واشینگتن اسپیریت اشاره کرد.
او همچنین در تیم ملی فوتبال زنان انگلستان بازی کرده و در یورو ۲۰۱۷ با به ثمر رساندن ۵ گل در ۴ بازی کفش طلای مسابقات را از آن خود کرده‌است.